# Сам (Комагена)
Сам (Sames, Samos; на арменски: Շամուշ; на старогръцки: Σάμος) е цар на Армения през 260 пр.н.е. – 240 пр.н.е. и сатрап на Комагена през 290 пр.н.е. – 240 пр.н.е.

## Живот
Той произлиза от Оронтидската династия (Ервандиди) на Велика Армения. Негов баща e Оронт III и той го последва след неговата смърт през 260 пр.н.е. и става сатрап на Комагена, която е провинция на Селевкидската империя.
Сам основава град Самосата на Ефрат, който днес е залят от язовира Ататюрк през 1989 г.
Последван е от сина му Агсам I (260 – 228 пр.н.е.).